# Dirphia andicola
Dirphia andicola är en fjärilsart som beskrevs av Eugène Louis Bouvier 1930. Dirphia andicola ingår i släktet Dirphia och familjen påfågelsspinnare. Inga underarter finns listade i Catalogue of Life.